# Rafel de Casamitjana i d'Erill
Rafel de Casamitjana i d'Erill   (Barcelona, 1609 - 1653) va ser un militar, conseller en cap de Barcelona, des del novembre de 1651 fins al 30 de març del 1653.

## Biografia
Fou fill del pròsper mercader Rafel de Casamitjana i Rovirola i de la noble Isabel d'Erill i Salbà. Segons consta a la fe de baptisme va ser batejat a la Catedral de Barcelona amb els noms Rafel, Josep, Ramon, Joan, Pere Màrtir, Pacià, Pau, Franceso i Oleguer, el mes de setembre de 1609, i el seu oncle era el bisbe de Barcelona, Rafel Rovirola.
L'any 1618 quan ell tan sols tenia vuit anys va morir el seu pare. Ell i els seus quatre germans van quedar a càrrec de la mare a la casa del carrer dels Mercaders número 25 on vivien. Va assistir a les Juntes Generals de Braços celebrades el dies 10 i 26 de setembre 1640 on es discutí extensament la política amb França. Va participar en la defensa de la ciutat a la batalla de Montjuïc amb el grau de capità el 26 de gener de 1641. El dia 27 de març de 1645, amb 35 anys, es va casar amb Teresa Fonoll i Perpinyà a Santa Maria del Mar. Com a ciutadà casat de Barcelona va poder entrar a les bosses d'insaculació del Consell de Cent i va sortir nomenat Conseller Tercer a l'extracció del 30 de novembre, dia de Sant Andreu, de l'any 1647. El 28 de febrer de 1648, va arribar a Barcelona el virrei Michel Mazzarino, germà del primer ministre francès Cardenal Mazzarino. Durant les salves de recepció del virrei el seu cavall es va esverar i va caure. I el 4 de març de 1648 consta que els consellers de la ciutat van estar de visita a casa de Rafel Casamitjana, conseller tercer, perquè estava malalt a conseqüència de la caiguda.
El dia 27 d'agost de 1649 va néixer a Barcelona el seu fill Francisco, però la mare va morir en el postpart. El 4 d'octubre de 1649, Rafel Casamitjana és sergent major. El gener de 1651 van començar les sospites de pesta a Barcelona, que va quedar confirmada poc després i que es va anar agreujant malgrat les mesures preses. No va ser fins al començament de juliol de 1651 que la intensitat del brot va semblar disminuir fins i tot en un moment en què, molta població que havia marxat per evitar-ne el contagi estava tornat a entrar a la ciutat tement l'inici de setge per part de les tropes castellanes que havien arribat al pla de Barcelona. Amb aquesta situació, el 17 de juliol el Consell de Cent va decidir oferir les claus de tots els portals a Nostra Senyora de la Concepció implorant remei i protecció. La cerimònia de l'ofrena va tenir lloc el dia 19 de juliol, amb la promesa de fer cada any un ofici solemne en aquesta data.
El 15 de novembre 1651, segons descriuen el Dietari del Consell de Cent i el de la Generalitat va arribar a Barcelona una carta signada a Perpinyà, per comunicar que el rei Lluís XIV havia nomenat virrei de Catalunya al Mariscal de La Mothe. En ple setge de la ciutat, continuant l'epidèmia i esperant l'ajuda francesa, el Consell de Cent va decidir que fos un militar qui ocupés el lloc de Conseller en Cap. Per tant, ho seria el primer militar que sortís extret de la bossa de Conseller en Cap. En la cinquena extracció va sortir un militar, Rafel Casamitjana i d'Erill.
El Mariscal de La Mothe va tardar més del previst, fins que el 22 gener al vespre es van veure focs a la muntanya de Collserola que eren la vanguarda de les tropes del mariscal. Però no va ser fins al mes d'abril de 1652 que les tropes franceses van entrar a la ciutat però continuaven assetjats i amb escassos aliments. La defensa va comportar molts morts i ferits, i el mateix Mariscal de La Mothe va rebre un tret en una cama.
El 19 de juliol de 1652, Rafel Casamitjana sense cap solemnitat i, per tant, sense gramalla va complir amb la promesa realitzada l'any anterior i va anar a la capella de Nostra Senyora de la Concepció. Però la situació dins de la ciutat va continuar empitjorant per falta de més ajuda del rei francès Lluís XIV, perquè no podien entrar aliments i perquè l'epidèmia continuava fent estralls. Finalment van decidir rendir-se.
La rendició de la ciutat, el divendres onze d'octubre de 1652, està recollida tant per Miquel Parets, com pel Dietari de l'Antic Consell Barceloní i pel Dietari de la Generalitat:
| «                           | En aquest mateix die, entre les nou y deu horas de la matinada, partí de la present ciutat lo molt il·lustre senyor Rafel Casamijana, conseller en cap d'esta ciutat, a cavall, acompanyat de molts cavallers cathalans. Isqué per lo portal del Àngel, ab dos porrers devant, que aportaven ses massas y una trompeta. D'esta manera anà marxant dret a Sant Martí, a hont lo sereníssim senyor don Joan de Àustria tenia son real, y arribat a son palàcio, dit senyor conseller y totes les personas que l'acompanyavan, se apearen, y arribat a la presència de dit senyor prínsep, se postrà a sos peus y li feu la obediència en nom de tota la ciutat. | » |
| — Dietari de la Generalitat | |   |

Després de la rendició de Barcelona ja no signa les actes del Consell de Cent com era obligat fer cada quinze dies. El 30 de març de 1653 hi va haver extracció de Consellers que no s'havia fet el dia 30 de novembre com era el costum. Rafel Casamitjana d'Erill, va morir els darrers dies de juny de 1653 a la casa del carrer dels Mercaders, 25, on havia viscut sempre la família des que la va adquirir el seu avi Montserrat Casamitjana el 1584. (vegeu Casa Padellàs).